# Viktor Boone
Viktor Boone (Bélgica, 25 de enero de 1998) es un futbolista belga que juega como defensa en el Lierse Kempenzonen de la Segunda División de Bélgica.

## Trayectoria
Es hijo del exfutbolista Nico Boone, que jugó en la máxima categoría del fútbol belga con el K. V. Kortrijk. Viktor Boone estuvo en la cantera del K. A. A. Gante antes de fichar por el K. F. C. Sparta Petegem en 2017. Boone jugó después en el K. M. S. K. Deinze durante 4 temporadas, las 2 últimas en la Segunda División de Bélgica. En junio de 2022 firmó con el Royale Union Saint-Gilloise un contrato de dos años, con opción a un tercero. Debutó con el Union SG el 6 de agosto de 2022 en la derrota a domicilio por 3-0 contra el K. V. Malinas.

## Estadísticas

### Clubes
Actualizado al último partido disputado el 30 de octubre de 2024.
| Club                                  | Div.          | Temporada     | Liga  | Liga  | Copas nacionales | Copas nacionales | Copas internacionales | Copas internacionales | Total | Total |
| Club                                  | Div.          | Temporada     | Part. | Goles | Part.            | Goles            | Part.                 | Goles                 | Part. | Goles |
| ------------------------------------- | ------------- | ------------- | ----- | ----- | ---------------- | ---------------- | --------------------- | --------------------- | ----- | ----- |
| Sint-Truidense · Bélgica              | 3.ª           | 2018-19       | 26    | 1     | 3                | 0                | ―                     | ―                     | 29    | 1     |
| Sint-Truidense · Bélgica              | 3.ª           | 2019-20       | 22    | 0     | 0                | 0                | ―                     | ―                     | 22    | 0     |
| Sint-Truidense · Bélgica              | 2.ª           | 2020-21       | 8     | 0     | 0                | 0                | ―                     | ―                     | 8     | 0     |
| Sint-Truidense · Bélgica              | 2.ª           | 2021-22       | 24    | 1     | 2                | 0                | ―                     | ―                     | 26    | 1     |
| Sint-Truidense · Bélgica              | Total club    | Total club    | 80    | 2     | 5                | 0                | 0                     | 0                     | 85    | 2     |
| Royale Union Saint-Gilloise · Bélgica | 1.ª           | 2022-23       | 1     | 0     | 1                | 0                | 0                     | 0                     | 2     | 0     |
| Royale Union Saint-Gilloise · Bélgica | Total club    | Total club    | 1     | 0     | 1                | 0                | 0                     | 0                     | 2     | 0     |
| Lierse Kempenzonen · Bélgica          | 1.ª           | 2023-24       | 25    | 3     | 2                | 0                | —                     | —                     | 27    | 3     |
| Lierse Kempenzonen · Bélgica          | 1.ª           | 2024-25       | 9     | 0     | 1                | 0                | —                     | —                     | 10    | 0     |
| Lierse Kempenzonen · Bélgica          | Total club    | Total club    | 34    | 3     | 3                | 0                | 0                     | 0                     | 37    | 3     |
| Total carrera                         | Total carrera | Total carrera | 115   | 5     | 9                | 0                | 0                     | 0                     | 124   | 5     |